# Bentham (Gloucestershire)
Bentham – wieś w Anglii, w hrabstwie Gloucestershire, w dystrykcie Tewkesbury, w civil parish Badgeworth. Leży 7 km od miasta Cheltenham. W 1870-72 osada liczyła 236 mieszkańców.